# Тільце Кахаля

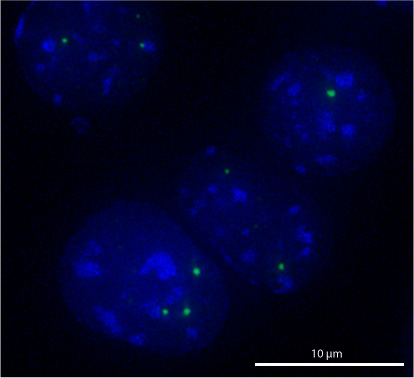
Ядра клітин миші (сині), що містять тільця Кахаля (зелені цятки). Зображення одержано методом флуоресцентної мікроскопії (коілін — маркер тілець Кахаля — зрощений із флуоресцентним білком)

Тільце Кахаля (ТК) — ділянка в ядрі клітини, наявна в усіх ядерних організмів. Звичайний розмір тілець Кахаля становить 1—2 мкм, а в одній клітині може міститись від 0 до 10 ТК. Клітини багатьох типів не мають ТК, але ці тільця наявні в ядрах нейронів і ракових клітин. Основна функція тілець Кахаля полягає в процесингу малих ядерних і малих ядерцевих РНК, а також у збиранні рибонуклеопротеїнових комплексів.
Для тілець Кахаля характерна наявність маркерного білка коіліну та малих РНК тілець Кахаля; окрім коіліну, важливу роль у підтримці структурної цілісності тілець Кахаля відіграє білок виживання моторних нейронів (ВМН. У тільцях Кахаля у високих концентраціях містяться малі ядерні рибонуклеопротеїни (мяРНП) й інші чинники процесингу РНК, що свідчать про те, що тільця Кахаля слугують місцями збирання та/або післятранскрипційної модифікації сплайсувального апарату ядра. Окрім цього, ТК беруть участь у процесингу мРНК гістонів і подовженні теломер. ТК існують протягом усієї інтерфази, однак зникають у мітозі. Біогенез тілець Кахаля проявляє властивості самоорганізувальної структури.

### Книги
- Альбертс Б., Джонсон А., Льюис Д. и др. Молекулярная биология клетки / Пер. с англ. А. Н. Дьяконовой, А. В. Дюбы и А. А. Светлова. Под ред. Е. С. Шилова, Б. П. Копнина, М. А. Лагарьковой, Д. В. Купраша. — М.—Ижевск : НИЦ «Регулярная и хаотическая динамика», 2013. — С. 559—560. — 2821 с. — ISBN 978-5-4344-0137-1.

- The Nucleus / Tom Misteli, David L. Spector. — New York : Cold Spring Harbor Perpectives in Biology, 2011. — 463 p. — ISBN 978-0-87969-894-2.

### Статті
- PMID 27775477 (PMID 27775477)
Бібліографічний опис з'явиться автоматично через деякий час. Ви можете підставити цитату власноруч або використовуючи бота.
- PMID 27627834 (PMID 27627834)
Бібліографічний опис з'явиться автоматично через деякий час. Ви можете підставити цитату власноруч або використовуючи бота.
- PMID 27627892 (PMID 27627892)
Бібліографічний опис з'явиться автоматично через деякий час. Ви можете підставити цитату власноруч або використовуючи бота.
- PMID 27715441 (PMID 27715441)
Бібліографічний опис з'явиться автоматично через деякий час. Ви можете підставити цитату власноруч або використовуючи бота.